# USS Maurice J. Manuel (DE-351)
USS Maurice J. Manuel (DE-351) là một tàu hộ tống khu trục lớp John C. Butler từng phục vụ cùng Hải quân Hoa Kỳ trong Chiến tranh Thế giới thứ hai. Nó là chiếc tàu chiến duy nhất của Hải quân Hoa Kỳ được đặt cái tên này, theo tên Binh nhất Thủy quân Lục chiến Maurice Joseph Manuel (1917–1942), người từng phục vụ cùng Sư đoàn 1 Thủy quân Lục chiến, đã tử trận trong Chiến dịch Guadalnanal vào ngày 10 tháng 11, 1942 và được truy tặng Huân chương Ngôi sao Bạc. Nó đã phục vụ trong suốt Thế chiến II, được cho ngừng hoạt động sau khi xung đột chấm dứt vào năm 1946, rồi được huy động trở lại để tiếp tục phục vụ trong cuộc Chiến tranh Lanh từ năm 1951 đến năm 1957. Con tàu cuối cùng bị đánh chìm như một mục tiêu vào năm 1966.

## Thiết kế và chế tạo
Lớp John C. Butler được thiết kế nhằm đáp ứng nhu cầu một số lượng lớn nhưng rẻ tiền của một kiểu tàu hộ tống chống tàu ngầm để hộ tống các đoàn tàu vận tải vượt đại dương. Chúng có chiều dài chung 306 foot (93,3 m), mạn tàu rộng 36 foot 10 inch (11,2 m) và mớn nước 13 foot 4 inch (4,1 m), trọng lượng choán nước tiêu chuẩn 1.350 tấn Anh (1.372 t), và lên đến 1.745 tấn Anh (1.773 t) khi đầy tải, với một thủy thủ đoàn bao gồm 14 sĩ quan và 201 thủy thủ. Con tàu được vận hành bởi hai turbine hơi nước hộp số Westinghouse; hơi nước được cung cấp bởi hai nồi hơi "D" Express, tạo ra công suất 12.000 mã lực càng (8.900 kW) và cho phép đạt được tốc độ tối đa 24 hải lý trên giờ (44 km/h; 28 mph). Nó có tầm hoạt động 6.000 hải lý (11.000 km; 6.900 mi) ở tốc độ đường trường 12 hải lý trên giờ (22 km/h; 14 mph).
Dàn vũ khí chính bao gồm hai tháp pháo 5-inch/38 caliber đa dụng nòng đơn, được dẫn đường bởi hệ thống điều khiển hỏa lực Mark 51; vũ khí phòng không gồm hai khẩu đội Bofors 40 mm L/60 nòng đôi và mười khẩu Oerlikon 20 mm nòng đơn cũng được dẫn đường bởi hệ thống Mark 51. Ngoài ba ống phóng ngư lôi 21 inch (533 mm), vũ khí chống ngầm bao gồm hai đường ray thả mìn sâu, tám máy phóng mìn sâu K-gun cùng một dàn súng cối chống ngầm Hedgehog. Con tàu được trang bị sonar kiểu QC, radar dò tìm mặt biển SL và radar dò tìm không trung SA.
Maurice J. Manuel được đặt lườn tại xưởng tàu của hãng Consolidated Steel Corporation ở Orange, Texas vào ngày 22 tháng 12, 1943. Nó được hạ thủy vào ngày 19 tháng 2, 1944, được đỡ đầu bởi bà Leona Manuel, mẹ của binh nhất Manuel, và được cho nhập biên chế cùng Hải quân Hoa Kỳ tại Orange vào ngày 30 tháng 6, 1944 dưới quyền chỉ huy của Hạm trưởng, Thiếu tá Hải quân William McCulloch Lowry.

## Lịch sử hoạt động

### 1944 - 1946
Sau khi hoàn tất việc chạy thử máy huấn luyện tại khu vực Bermuda, Maurice J. Manuel làm nhiệm vụ như một tàu huấn luyện tại Norfolk, Virginia trước khi đi đến New York vào ngày 3 tháng 10, 1944 để làm nhiệm vụ hộ tống vận tải. Lên đường vào ngày 6 tháng 10, nó hộ tống một đoàn tàu vận tải vượt Đại Tây Dương để đi sang khu vực Địa Trung Hải, đi đến Marseilles, Pháp vào ngày 20 tháng 10. Sau khi quay trở về Hoa Kỳ vào ngày 7 tháng 11, từ ngày 25 tháng 11 đến ngày 24 tháng 12, nó tiếp tục hộ tống một đoàn tàu vận tải khác đi sang miền Nam nước Pháp, đi đến bờ biển Bắc Phi và quay trở về New York.
Được điều động sang khu vực Mặt trận Thái Bình Dương, Maurice J. Manuel lên đường vào ngày 16 tháng 1, 1945, hộ tống chiếc tàu vận chuyển tấn công Caswell (AKA-72) đi sang vùng kênh đào Panama. Sau khi băng qua kênh đào, trong thành phần Đội hộ tống 78 trực thuộc Hạm đội Thái Bình Dương, nó lên đường hướng đến quần đảo Admiralty, đi đến đảo Manus vào ngày 19 tháng 2. Tại đây nó được điều về Lực lượng Đặc nhiệm 75 thuộc Đệ Thất hạm đội, và hộ tống một đoàn tàu vận tải xuất phát vào ngày 3 tháng 3 để hướng sang quần đảo Philippine, đi đến vịnh Leyte năm ngày sau đó. Con tàu khởi hành đi Melanesia vào ngày 13 tháng 3, đi đến Hollandia, New Guinea vào ngày 19 tháng 3, rồi từ ngày 21 đến ngày 28 tháng 3 đã thực hiện hành trình quay trở lại Leyte.
Trong những tháng tiếp theo, Maurice J. Manuel tiếp tục vai trò hộ tống vận tải giữa Leyte và New Guinea, Palau và Ulithi, cũng như tại Philippines giữa vịnh Manila, vịnh Subic và vịnh Lingayen. Vào tháng 7, nó hộ tống một đoàn tàu đi từ vịnh Subic đến Okinawa, và nó vẫn đang tuần tra ngoài khơi Luzon tại vịnh Lingayen khi Nhật Bản chấp nhận đầu hàng vào ngày 15 tháng 8, giúp chấm dứt vĩnh viễn cuộc xung đột. Vào ngày 26 tháng 8, nó rời vịnh Manila để hộ tống các chiếc SS Winthrop Victory và General S. D. Sturgis (AP-137), đưa những sĩ quan cao cấp của Hoa Kỳ, Australia, Canada, Trung Quốc và Đông Ấn thuộc Hà Lan đi sang Nhật Bản để tham dự lễ ký kết văn kiện đầu hàng trên thiết giáp hạm Missouri (BB-63). Con tàu tiến vào vịnh Tokyo vào ngày 31 tháng 8, rồi lên đường vào ngày 1 tháng 9 để quay trở về vịnh Leyte ngang qua Okinawa, đến nơi vào ngày 8 tháng 9.
Trong hơn hai tháng, Maurice J. Manuel tiến hành tuần tra về phía Đông Philippines ngoài khơi vịnh San Pedro. Nó rời Philippines vào ngày 27 tháng 11 để quay trở về Hoa Kỳ ngang qua Eniwetok và Trân Châu Cảng, về đến Long Beach, California vào ngày 17 tháng 12. Con tàu chuyển đến San Diego, California vào ngày 15 tháng 3, 1946, nơi nó được xuất biên chế vào ngày 20 tháng 5, 1946, và được đưa về Hạm đội Dự bị Thái Bình Dương.

### 1951 - 1957
Sau khi Chiến tranh Triều Tiên bùng nổ vào ngày 25 tháng 6, 1950, Maurice J. Manuel được cho tái biên chế trở lại vào ngày 27 tháng 4, 1951 dưới quyền chỉ huy của Hạm trưởng, Thiếu tá Hải quân G. A. Sullivan. Con tàu chạy thử máy huấn luyện tại vùng bờ Tây trước khi được điều sang vùng bờ Đông Hoa Kỳ, đi đến Newport, Rhode Island vào ngày 11 tháng 8, và tham gia các đợt thực hành và tập trận dọc bờ biển Đại Tây Dương, vùng biển Caribe và vùng vịnh Mexico. Từ tháng 7 đến tháng 9, 1952, nó phục vụ như tàu huấn luyện cho Trường Sonar Hạm đội tại Key West, Florida. Nó khởi hành từ Newport vào ngày 16 tháng 7, 1953 cho một chuyến đi thực tập mùa Hè dành cho học viên sĩ quan tại Bắc Âu, thực hành tại các vùng biển Bắc Đại Tây Dương, Bắc Hải và biển Baltic cũng như đã viếng thăm Bergen, Na Uy và Copenhagen, Đan Mạch. Quay trở về ngang qua vịnh Guantánamo, Cuba, nó về đến Norfolk, Virginia vào ngày 3 tháng 9.
Trong bốn năm tiếp theo, Maurice J. Manuel tiếp tục tham gia các đợt thực hành và tập trận, hoạt động trên khu vực trải rộng từ Argentia, Newfoundland cho đến Colón, Panama, đồng thời phục vụ như tàu huấn luyện cho Trường Sonar Hạm đội tại Key West. Con tàu có thêm một chuyến đi thực tập mùa Hè dành cho học viên sĩ quan trong tháng 7 và tháng 8, 1955.
Sau khi hoàn tất một lượt huấn luyện thực hành tại vùng bờ Đông vào tháng 5, 1956, Maurice J. Manuel đi đến Philadelphia, Pennsylvania vào ngày 24 tháng 6 để chuẩn bị ngừng hoạt động. Nó được xuất biên chế lần sau cùng vào ngày 30 tháng 10, 1957, và được đưa về Hạm đội Dự bị Đại Tây Dương. Tên nó được cho rút khỏi danh sách Đăng bạ Hải quân vào ngày 1 tháng 5, 1966, và con tàu bị loại bỏ như một mục tiêu thực hành vào tháng 8, 1966.

## Phần thưởng
Nguồn: Navsource Naval History
|  |  |  |
|  |  |  |

| Huân chương Chiến dịch Hoa Kỳ        | Huân chương Chiến dịch Hoa Kỳ         | Huân chương Chiến dịch Châu Á-Thái Bình Dương | Huân chương Chiến dịch Châu Á-Thái Bình Dương  |
| Huân chương Chiến thắng Thế Chiến II | Huân chương Phục vụ Phòng vệ Quốc gia | Huân chương Phục vụ Phòng vệ Quốc gia         | Huân chương Giải phóng Philippine (Philippine) |